# Ludwig von Preuschen von und zu Liebenstein
Wilhelm Ludwig August Freiherr von Preuschen von und zu Liebenstein (* 7. Februar 1806 in Hadamar; † 29. Oktober 1864 in Idstein) war ein nassauischer Amtmann, Archivar und Heraldiker.

## Leben
Ludwig von Preuschen von und zu Liebenstein stammte aus einer nassauischen Beamtenfamilie. Sein Vater August war Vizepräsident des Oberappellationsgericht Wiesbaden, sein Großvater Georg Ernst Ludwig oranisch-nassauischer Regierungspräsident. Ursprung des Adelsgeschlechtes ist der französischen Teil Luxemburgs gewesen. Dieses Adelsgeschlecht kam Ende des 15. Jahrhunderts nach Deutschland. 1791 wurde es durch die Verdienste von Georg Ernst Ludwig für den Nassauischen Erbverein in den Freiherrnstand erhoben. Schloss Liebeneck und später Burg Liebenstein waren der Stammsitz. Ludwig führte die zweite Linie des Stammes weiter.
Ludwig besuchte das Gymnasium Philippinum Weilburg und studierte anschließend an den Universitäten Heidelberg und Göttingen Jura. Nach mehreren Stellen in der Amtsverwaltung kam er 1843 an das Nassauische Zentralarchiv Idstein. Von 1851 bis 1857 war er Untersuchungsrichter am Kriminalgericht Wiesbaden. Anschließend war er bis zu seinem Tod Direktor des Zentralarchivs.

## Familie
Er heiratete am 24. Juni 1837 Kathinka Johanna Maria Therese Edle von Coll (* 15. Februar 1818; † 5. Juni 1903). Das Paar hatte mehrere Kinder:
- Clemens August Ludwig Wenzelslaus (* 5. April 1840), Forstmeister ⚭ Maria Anna Caroline von Neuwirth (* 4. Oktober 1843), Eltern von Ludwig von Preuschen
- Vinzens Friedrich Ludwig Clemens (1841–1903), k.u.k Generalmajor ⚭ 1864 Fanny Henderson (* 16. Dezember 1843, † 11. März 1921), Tochter des Gouverneurs von Texas James Pinckney Henderson
- Franz Eduard Karl Christian Ludwig (* 8. März 1845; † 31. Dezember 1908), Dr. med., Professor für Gynäkologie ⚭ 1878 Anna Holsten (* 26. September 1848; † 4. September 1899)
- Katharina Johanne Jocobine Ludviga (* 1. Dezember 1848) ⚭ 1870 Curt von Brandenstein (1843–1920), Oberst z.D.

## Werke
Preuschen war ab 1856 Mitarbeiter am Wappenbuch des Neuen Siebmachers, er bearbeitete den Band über die Souveräne. Weiterhin beschäftigte sich Ludwig mit der Erforschung des Limes und war im Gesamtverein der Deutschen Geschichts- und Altertumsvereine aktiv.